# Организация оборонного хозяйства Австралии
Организация оборонного хозяйства Австралии (англ. Defence Materiel Organisation) является австралийским государственным агентством, ответственным за приобретение, долгосрочное пользование и утилизацию оборудования австралийских сил обороны. Организация является частью австралийского Министерства обороны, а также управляет приобретением и поддержанием в рабочем состоянии широкого спектра техники (оборудования), в том числе самолетов, кораблей, автомобилей, электронных систем, обмундирования и продовольствия. Организация имеет бюджет в $ 11,8 млрд (2009), с более чем $ 6,3 млрд, потраченными на покупку нового оборудования и $ 5,5 млрд на амортизацию в течение всего срока службы оборудования (техническое обслуживание, модернизация, покупка топлива, взрывчатых боеприпасов и запасных частей). В 2009 году организация реализовала несколько 210 крупных проектов (каждый с бюджетом более $ 20 млн) и более 150 небольших проектов. В организации занято более 7500 военных, гражданских лиц и контрактников в более чем 70 местах по всей Австралии и за рубежом.

## История
Организация оборонного хозяйства Австралии была образована в 2000 году, когда тогдашняя  Организация оборонных приобретений объединилась с Командой поддержки Австралии, объединив организации по материальным приобретениям и по логистике в единое целое.

## Миссия
Её цель заключается в реализации проектов и поддержания оборудования в сохранности в течение всего срока службы, в рамках бюджета и необходимых возможностей, безопасности и качества.